# Isola di Torup
L'isola di Torup (in russo Остров Торупа ostrov Torupa) è una piccola isola russa nell'Oceano Artico che fa parte della Terra di Zichy nell'arcipelago della Terra di Francesco Giuseppe.
L'isola ha preso il nome del professore norvegese di fisiologia Sophus C. F. Torup (di origine danese, 1861–1937), che ha partecipato a molte spedizioni polari.

## Geografia
Isola di Torup si trova nella parte nord della Terra di Zichy, nel canale di Triningen, 3 km a nord della costa nord-orientale dell'isola di Karl-Alexander e 6,5 km a sud dell'isola di Hohenlohe; ha una forma allungata di circa 1,5 km, una larghezza di 5/600 m e un'altezza di 128 m. L'isola è coperta dal ghiaccio. Poco distante, a nord-est si trovano le piccole isole di Coburg e Solovyov.